# Nikolai Iwanowitsch Platonow
Nikolai Iwanowitsch Platonow (russisch Никола́й Ива́нович Плато́нов; * 20. Märzjul. / 1. April 1894greg. in Nowy Oskol; † 1. Dezember 1967 in Moskau) war ein russischer Flötist, Komponist und Hochschullehrer.

## Leben
Als Kind erwarb Nikolai Platonow die ersten Fertigkeiten am Klavier bei seiner Mutter. Auch beschäftigte er sich mit Geige, Klarinette und Flöte und spielte im Schulorchester. 1915 schloss er das Klassische Alexander-Gymnasium für Jungen in Korotscha ab. Darauf begann er zunächst ein Jurastudium an der Universität Moskau. Daneben absolvierte er 1916–1917 am Moskauer Konservatorium die Flötenklasse von Wilhelm Kretschmann. Nach dem Tod seiner Mutter im Jahr 1918 brach er sein Studium ab und kehrte nach Nowy Oskol zurück. Dort arbeitete er als Lehrer an der ersten Musikschule der Stadt und spielte im Militärorchester. Im Sommer 1919 diente er in der Roten Armee.
1922 kehrte Platonow an das Moskauer Konservatorium zurück und nahm sein Studium in A. N. Alexandrows Kompositionsklasse und W. N. Zybins Flötenklasse wieder auf. Nach dem Abschluss 1927 wurde er Solist im Orchester des Bolschoi-Theaters und von 1930 bis 1931 auch des neuen Großen Symphonieorchesters des Allunionsrundfunks.
Schon während des Studiums begann Platonow 1924 an der RabFak des Moskauer Konservatoriums zu lehren. 1933 wurde er Dozent am Moskauer Konservatorium selbst (1945 Ernennung zum Professor). 1931 erarbeitete er eine Methode zum Erlernen des Flötenspielens. Daraus wurde 1933 das Lehrbuch Die Flötenschule, das 9 Neuauflagen erfuhr (zuletzt 1999) und immer noch das Hauptlehrbuch für angehende Flötisten in Russland ist. Als Komponist wurde er durch seine zahlreichen Etüden für Flöte mit Klavier bekannt, die immer wieder von 1937 bis 1991 gedruckt wurden, durch Stücke für Sopran, Flöte und Klavier, durch Sonaten für Oboe mit Klavier und für Trompete mit Klavier, durch ein Gedicht für Waldhorn mit Klavier und durch ein Konzert für Posaune mit Orchester. 1938 komponierte er die Oper Leutnant Schmidt.
Ab 1942 lehrte Platonow an der Moskauer Gnessin-Musikhochschule und am Gnessin-Musiklehrerinstitut. J. N. Dolschikow und M. I. Kaschirski waren Platonows Schüler. 1957 wurde er mit seiner Dissertation Wege zur Meisterschaft auf der Flöte zum Doktor der Kunstwissenschaften promoviert. 1965 wurde er Verdienter Künstler der RSFSR.
Die Kinderkunstschule in Nowy Oskol trägt Platonows Namen.